# Mongolische Volkspartei

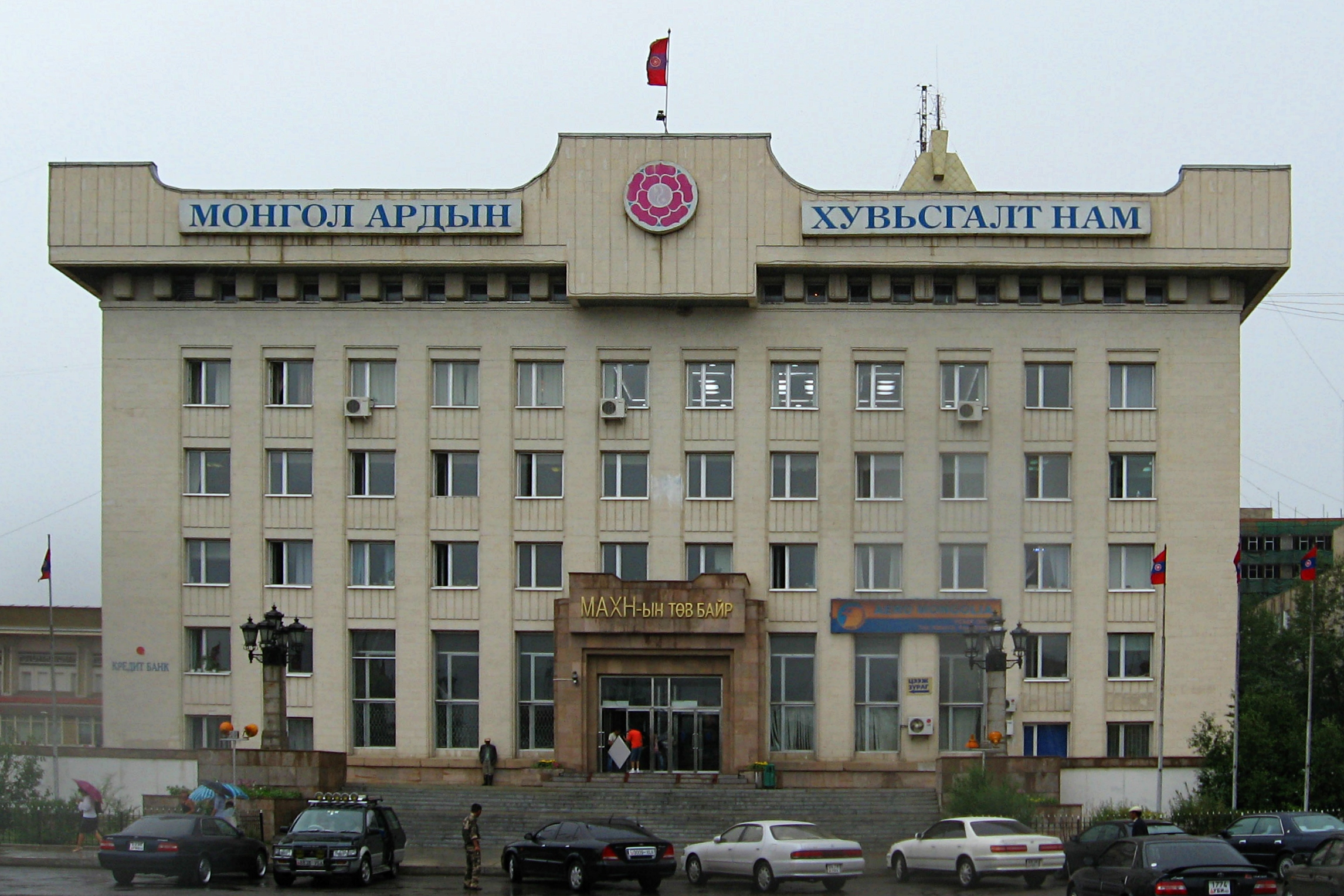
Ehemalige Parteizentrale der MRVP in Ulan Bator (2007)

Die Mongolische Volkspartei (mongolisch Монгол Ардын Нам Mongol Ardyn Nam), abgekürzt MVP (МАН MAN) ist eine politische Partei in der Mongolei. Sie wurde 1921 als eine am Realsozialismus sowjetrussischer Prägung ausgerichtete Partei von Damdiny Süchbaatar gegründet, die unter reformierten pluralistischen Bedingungen bis heute existiert. Auf dem 3. Parteitag im August 1924 wurde sie in Mongolische Revolutionäre Volkspartei (mongolisch Монгол Ардын Хувьсгалт Нам Mongol Ardyn Chuwjsgalt Nam), abgekürzt MRVP (МАХН MAChN) umbenannt. Am 5. November 2010 wurde auf dem 26. Parteitag die Rückkehr zum ursprünglichen Namen 'Mongolische Volkspartei' beschlossen.
Nach der Umbruchphase der „realsozialistischen Staaten“ um 1990 war die MRVP noch bis 1996 an der Regierung. Von 1997 bis 2009 stellte die MRVP erneut den Staatspräsidenten und von Januar 2006 bis August 2012 auch wieder den Regierungschef der Mongolei (vorher: bis 1996 und 2000 bis 2004).
Nach der KPdSU war die MRVP die im 20. Jahrhundert am zweitlängsten regierende Kommunistische Partei der Welt. Seit 2003 ist die MRVP Vollmitglied der Sozialistischen Internationale.
Von der alten Mongolischen Revolutionären Volkspartei, die nun unter dem Namen Mongolische Volkspartei auftritt, zu unterscheiden ist eine 2010 neugegründete Partei, die sich ebenfalls Mongolische Revolutionäre Volkspartei nennt. Im Januar 2011 wurde der ehemalige Regierungschef Nambaryn Enchbajar zum Parteivorsitzenden der neuen Partei gewählt.

## Parteigeschichte
Die MVP wurde im Jahr 1921 von Damdiny Süchbaatar gegründet und übernahm die Regierung im selben Jahr, nachdem die Mongolische Revolutionäre Volksarmee chinesische und weißgardistische Truppen aus der Mongolei vertrieben hatte. Am 26. November 1924 riefen MVP-Politiker die Mongolische Volksrepublik aus. Ab dem Jahr 1925 nutzte die Partei die Bezeichnung Mongolische Revolutionäre Volkspartei.
Sie war Mitglied in der Komintern (Kommunistische Internationale) und stand ab den 1930er Jahren inhaltlich bis zum Niedergang der Sowjetunion unter dem Einfluss der KPdSU der UdSSR, insbesondere unter der Herrschaft des Diktators Tsedenbal, der 1940 die Führung der Partei und nach der Einführung einer neuen Verfassung auch die Staatsführung übernommen hatte.
1984 wurde Tsedenbal abgesetzt, und in der MRVP begann ein Demokratisierungsprozess – ähnlich der Perestroika in der UdSSR.
Nach der politischen Wende 1990 im Gefolge von massenhaften Demonstrationen zur Demokratisierung in der Mongolei wurden andere Parteien zugelassen. Das Politbüro der MRVP trat zurück. 1991 sagte sich die MRVP vom Marxismus-Leninismus sowjetkommunistischer Prägung los. Durch die Verfassungsänderung vom 12. Februar 1992 wurde die Mongolische Volksrepublik zur Mongolei, außerdem wurde das Parlament verkleinert. Die MRVP gewann jedoch, wie schon 1990, auch 1992 in freien, demokratischen Wahlen. Hauptgründe waren wieder die Zersplitterung der Opposition und der starke Rückhalt der MRVP in der Landbevölkerung. Am 28. Juni 1992 erreichte die MRVP, allerdings durch das nach wie vor bestehende Mehrheitswahlrecht begünstigt, 70 von 76 Sitzen im Großen Staats-Chural, wie das neue oberste legislative Staatsorgan, ein Einkammerparlament, nun bezeichnet wurde.
Erst bei der Parlamentswahl 1996 wurde sie, wenn auch nur vorübergehend, entmachtet, als der an einer freien Marktwirtschaft orientierten Demokratischen Koalition ein Erdrutschsieg gelang. Dieser Koalition aus verschiedenen Parteien fehlte nur eine Stimme zur Zweidrittelmehrheit, so dass der MRVP nur noch 26 der 76 Parlamentssitze blieben. Allerdings war auch dieser „Erdrutschsieg“ zu einem guten Teil durch das Mehrheitswahlsystem zustande gekommen.
Die neue Regierung war aber auch nicht in der Lage, die dringenden, durch die Transformation entstandenen Probleme des Landes zu bewältigen. Außerdem war ihre Regierungszeit geprägt von Skandalen, so dass die Koalition es auf insgesamt vier Ministerpräsidenten in vier Jahren brachte.
Die ernüchterte Bevölkerung wandte sich wieder zunehmend der MRVP zu. Bei den Präsidentschaftswahlen 1997 wurde der Vorsitzende der MRVP, Natsagiin Bagabandi, zum Staatspräsidenten der Mongolei gewählt.
Die Parlamentswahl vom 2. Juli 2000 entschied die MRVP eindrucksvoll für sich, sie eroberte 72 der 76 Sitze im Großen Staats-Chural. Regierungschef wurde Nambaryn Enchbajar, der nach Bagabandi den Vorsitz der MRVP übernommen hatte.
Bagabandi selbst wurde am 20. Mai 2001 in seinem Amt als Staatspräsident bestätigt und für eine weitere Amtszeit wieder gewählt. Nach Ablauf dieser Amtszeit wurde bei den Präsidentschaftswahlen am 22. Mai 2005 der ehemalige Premierminister (bis 2004) und Sprecher des Parlaments (bis 2005) Enchbajar mit 53,4 % der abgegebenen Stimmen zum neuen Staatschef gewählt.

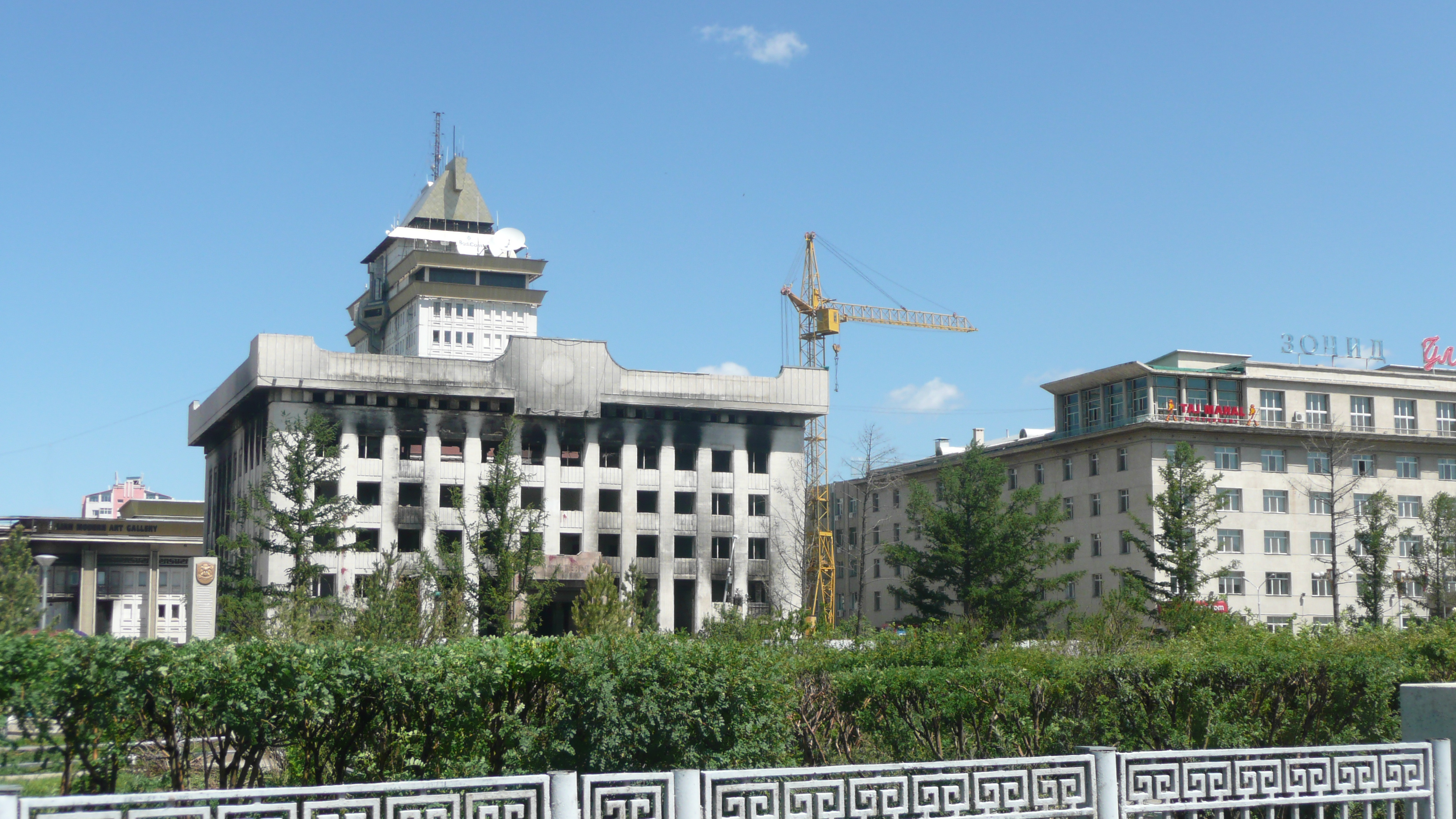
Ausgebranntes und mittlerweile abgerissenes Gebäude der MRVP

Bei der Parlamentswahl am 27. Juni 2004 gelang es der MRVP nach einer Aussage von Ministerpräsident Enchbajar nicht, den Wählern die Leistungen und die zukünftigen Aufgaben der Partei verständlich genug darzulegen. Sie erhielt nur noch 36 Sitze im Großen Staats-Chural. Die MRVP bildete daraufhin eine Große Koalition mit der aus drei Parteien bestehenden Demokratischen Allianz. Enchbajar kandidierte daraufhin als Staatspräsident und wurde im Mai 2005 mit einem Stimmenanteil von 53 Prozent gewählt. Die Koalition wurde im Januar 2006 von der MRVP einseitig aufgelöst. Sie regierte danach in einer Koalition mit kleineren Parteien und unabhängigen Parlamentariern, die für ihre Unterstützung mit Ministerposten und ähnlichen hohen Ämtern belohnt wurden. Premierminister wurde zuerst Mijeegombyn Enchbold, dann Sandschaagiin Bajar, beide von der MRVP.
Bei der Wahl am 29. Juni 2008 konnte die MRVP einen überraschend klaren Sieg erringen. Sie erreichte demnach 46 der 76 zur Wahl stehenden Abgeordnetenmandate. Der Bekanntgabe erster Ergebnisse folgten zum Teil gewaltsame Proteste. Anhänger der unterlegenen Opposition stürmten in der Hauptstadt die Parteizentrale der MRVP, die das Ergebnis gefälscht haben soll. Zwei der fünf Etagen des Gebäudes standen am 1. Juli 2008 in Flammen. Fünf Menschen sollen bei den Unruhen ums Leben gekommen sein, 200 seien verletzt worden. Präsident Enchbajar verhängte den Ausnahmezustand. Das ausgebrannte Gebäude wurde abgerissen; ein Neubau ist im Bau (2010).
Nach der Wahl einigte sich die MRVP trotz ihrer klaren Mehrheit im Parlament mit der Demokratischen Partei (DP) auf die Bildung einer Koalition unter Premierminister Sandschaagiin Bajar (MRVP).
Am 24. Mai 2009 unterlag Amtsinhaber Enchbajar bei der Präsidentschaftswahl seinem Herausforderer Tsachiagiin Elbegdordsch von der DP.
Am 28. Oktober 2009 trat Bajar als Premierminister zurück, ihm folgte Süchbaataryn Batbold (MRVP).
Die im November 2010 beschlossene Umbenennung in Mongolische Volkspartei (MVP), die eine Abkehr von der kommunistischen Vergangenheit signalisieren sollte, stieß in der Partei nicht nur auf Zustimmung. Enchbajar und andere Kritiker gründeten eine neue Partei, die den alten Namen Mongolische Revolutionäre Volkspartei (MRVP) führt. Die MVP bestritt das Recht der neuen MRVP, den alten Namen zu führen.
Bei der Parlamentswahl im Juni 2012 erhielt die MVP nur noch 26 Mandate und ging in Opposition. Nach der Änderung des Wahlrechts im Mai 2016 und der Parlamentswahl 2016 wurde sie wieder stärkste Partei. Die Partei verteidigte die absolute Mehrheit anschließend bei den Wahlen 2020 und 2024.